# Mary Ingalls
Mary Amelia Ingalls, född 10 januari 1865 nära Pepin i Wisconsin, död 20 oktober 1928 i Keystone, South Dakota, var förebild till en av personerna i Lilla huset på prärien-böckerna. 

## Biografi
Ingalls föddes nära staden Pepin i Wisconsin som första barnet till makarna Caroline och Charles Ingalls, samt äldre syster till författaren Laura Ingalls Wilder, som är bäst känd för böckerna om det Lilla huset på prärien. Vid fjorton års ålder drabbades Mary av vad man då trodde var scharlakansfeber vilket resulterade i att hon blev blind. Studier år 2013 kom fram till att Mary snarare drabbades av meningoencefalit.
Mary Ingalls bodde tillsammans med sina föräldrar i De Smet fram till deras död, efter det bodde hon med sin syster Grace och sedan med sin andra syster, Carrie. Hon gifte sig aldrig. Ingalls avled vid 63 års ålder av lunginflammation samt i sviterna av en stroke. Hon är begravd på De Smet Cemetery tillsammans med sina föräldrar och syskon.
Mary Ingalls porträtteras i både Lilla huset på prärien-böckerna och i olika filmatiseringar av böckerna, mest känd är Melissa Sue Andersons gestaltning i TV-serien Lilla huset på prärien. I serien gifte sig Mary Ingalls dock och bildade egen familj till skillnad från i verkligheten. 